# 北海道道740号北檜山大成線

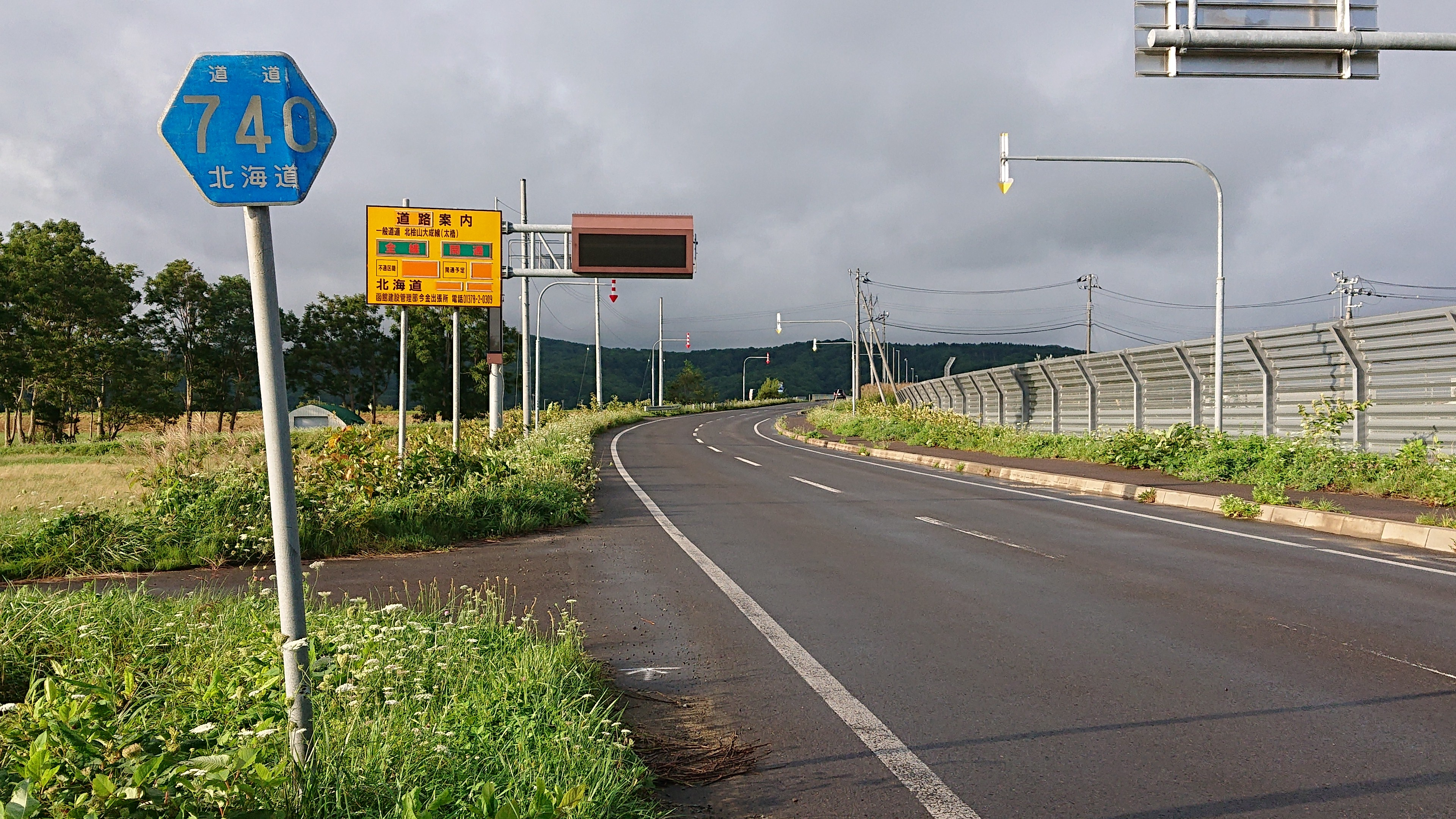
北海道道740号北檜山大成線

北海道道740号北檜山大成線（ほっかいどうどう740ごう きたひやまたいせいせん）は、北海道久遠郡せたな町内の日本海側を結ぶ一般道道（北海道道）である。

## 概要

### 路線データ
- 起点：北海道久遠郡せたな町北檜山区豊岡（国道229号交点）
- 終点：北海道久遠郡せたな町大成区宮野（国道229号交点）
- 総延長：33.686 km
- 実延長：33.434 km
- 重用延長：0.042 km
- 未供用延長：0.210 km

## 歴史
- 1957年（昭和32年）7月25日

- 北海道道183号久遠宮野線 路線認定。
- 北海道道184号太櫓北檜山線 路線認定。
- 1958年（昭和33年）8月1日 - 北檜山町道久遠太櫓線 開発道路指定。
- 1972年（昭和47年）3月31日 - 上記3道路を廃止[2]、統合して本路線として路線認定[3]。
- 2010年（平成22年）4月1日 - 開発道路となっていた、せたな町北檜山区新成からせたな町大成区太田までの5.6kmの開発道路指定を解除。事業を北海道へ移管。
- 2013年（平成25年）4月24日 - せたな町北檜山区新成からせたな町大成区太田までの7kmを供用開始、全線開通[4]。

## 路線状況

### 道路施設

#### 主なトンネル
- 現道
  - 鷹の巣トンネル（176m）1995年（平成7年）開通。現在の鷹の巣トンネルは鷹の巣1号～3号トンネルを改修して接合した物である。
  - 鵜泊トンネル（42m）1962年（昭和37年）開通。
  - 日昼部トンネル（1,161m）
1991年（平成3年）工事開始
1999年（平成11年）2月 完成
2013年（平成25年）4月24日 供用開始
  - 太田トンネル（3,360m）
2002年（平成14年）工事開始（当初の名前は「北成トンネル」（2,469m））
2005年（平成17年）9月17日 貫通
2006年（平成18年）計画変更、太田トンネルの延伸決定
2009年（平成21年）完成
2013年（平成25年）4月24日 供用開始
  - 帆越山トンネル（1,857m）
2000年（平成12年）工事開始
2003年（平成15年）1月22日 貫通
2004年（平成16年）8月3日 供用開始
帆越山トンネルが完成するまで道路は海に面した連続する覆道であった。落石や高波で通行止めになり、太田地区が陸の孤島と化すことが度々あった[5]。
- 廃止・開削撤去
  - 鷹の巣1号トンネル（56m）1933年（昭和8年）開通。
  - 鷹の巣2号トンネル（34m）1933年（昭和8年）開通。
  - 鷹の巣3号トンネル（38m）1933年（昭和8年）開通。
  - 日方泊トンネル（18m）1967年（昭和42年）開通。1997年（平成9年）開削撤去。
  - 天狗トンネル（719m）1995年（平成7年）12月完成。計画変更により未供用のまま廃止。一部区間が太田トンネル建設時に再利用された。

#### 主な橋梁
- 兜野橋（270m、後志利別川、せたな町北檜山区兜野）
- 旭橋（121m、太櫓川、せたな町北檜山区共和）
- 共和橋（44m、沼、せたな町北檜山区共和）
- 良瑠石橋（30m、良瑠石川、せたな町北檜山区新成）
- 長浜橋（19m、長浜川、せたな町北檜山区新成）
- 長浜2号橋（16m、長浜川、せたな町北檜山区新成）
- 日中戸橋（16m、日中戸川、せたな町北檜山区新成）
- 相泊橋（17m、相泊川、せたな町大成区富磯）

## 地理

### 通過する自治体
- 檜山振興局
  - 久遠郡せたな町

### 交差する道路
せたな町
- 国道229号 - 北檜山区豊岡（起点）
- 国道229号 - 大成区宮野（終点）

### 沿線にある施設など
せたな町
- 太櫓郵便局 - 北檜山区太櫓215-2
- 太櫓海岸海水浴場 - 北檜山区太櫓
- 太田山神社
- 尾花岬

北海道最西端。ただし、道は通じておらず到達不能。
- せたな町立久遠小学校 - 大成区都366
- せたな町立大成中学校 - 大成区都421
- 久遠郵便局 - 大成区都254
- せたな町役場大成総合支所 - 大成区都427
- せたな町立国保病院大成診療所 - 大成区都231
- セイコーマート大成店 - 大成区宮野177